# Обмежена анімація
Обмежена анімація — це процес у загальній техніці традиційної анімації створення анімацій, який не перемальовує цілі кадри, а повторно використовує загальні частини між кадрами.
Використання анімаційних заходів, що скорочують бюджет і час, в анімації сходить до найпершої комерційної анімації, включаючи циклічні анімації, дзеркальні та симетричні малюнки, нерухомі персонажі та інші методи економії праці. Загалом, прогрес був від ранніх постановок, у яких кожен кадр малювався вручну, незалежно один від одного малювання, до більш обмеженої анімації, яка використовувала одні й ті ж малюнки різними способами.
Вінзор Маккей, людина, яка вклала в свої анімації безпрецедентну кількість деталей, хвалився, що в його фільмі 1914 року «Динозавр Герті» все рухалося, включаючи каміння та травинки на задньому плані. На відміну від цього, його фільм 1918 року «Затоплення Лузитанії» прогресував до використання клітинок на нерухомому фоні, зберігаючи при цьому рівень деталізації, порівнянний із рівнем деталізації Герті.
Мультфільм Merrie Melodies 1942 року The Dover Boys, знятий Чаком Джонсом, є одним з найперших мультфільмів Warner Bros, де широко використовуються деякі процеси, які стали відомі як «обмежена анімація», зокрема використання персонажів, які або стоять на місці або рухаються так швидко, що фактичний рух здається розмитим.
Фінансові переваги обмеженої анімації призвели до того, що телевізійні анімаційні компанії активно покладалися на цей процес у телевізійну еру. З цих причин Jay Ward Productions покладалася на обмежену анімацію  , компенсуючи її важкою сатирою часів холодної війни та стилем безвихідної комедії, який став товарним знаком стилю студії.  Одним із частих користувачів обмеженої анімації був суперник HB Filmation вранці суботнього дня (виробники He-Man and the Masters of the Universe та BraveStarr), який надав їхній роботі виразний вигляд.